# Hachette vs. Internet Archive
Hachette Book Group, Inc. v. Internet Archive , 542 F.Supp. 1156 (2023), é um processo judicial no qual o Tribunal Distrital dos Estados Unidos para o Distrito Sul de Nova York decidiu que a Internet Archive cometeu violação de direitos autorais ao digitalizar e distribuir cópias digitais de livros online. Após a criação da Biblioteca Nacional de Emergência (NEL) durante o início da pandemia de COVID-19, a editora Hachette Book Group alegou que a Biblioteca Aberta e a NEL facilitaram a violação de direitos autorais. O caso envolve o conflito sobre os limites do uso justo do sistema de "empréstimos digitais controlados" (CDL).

## Contexto

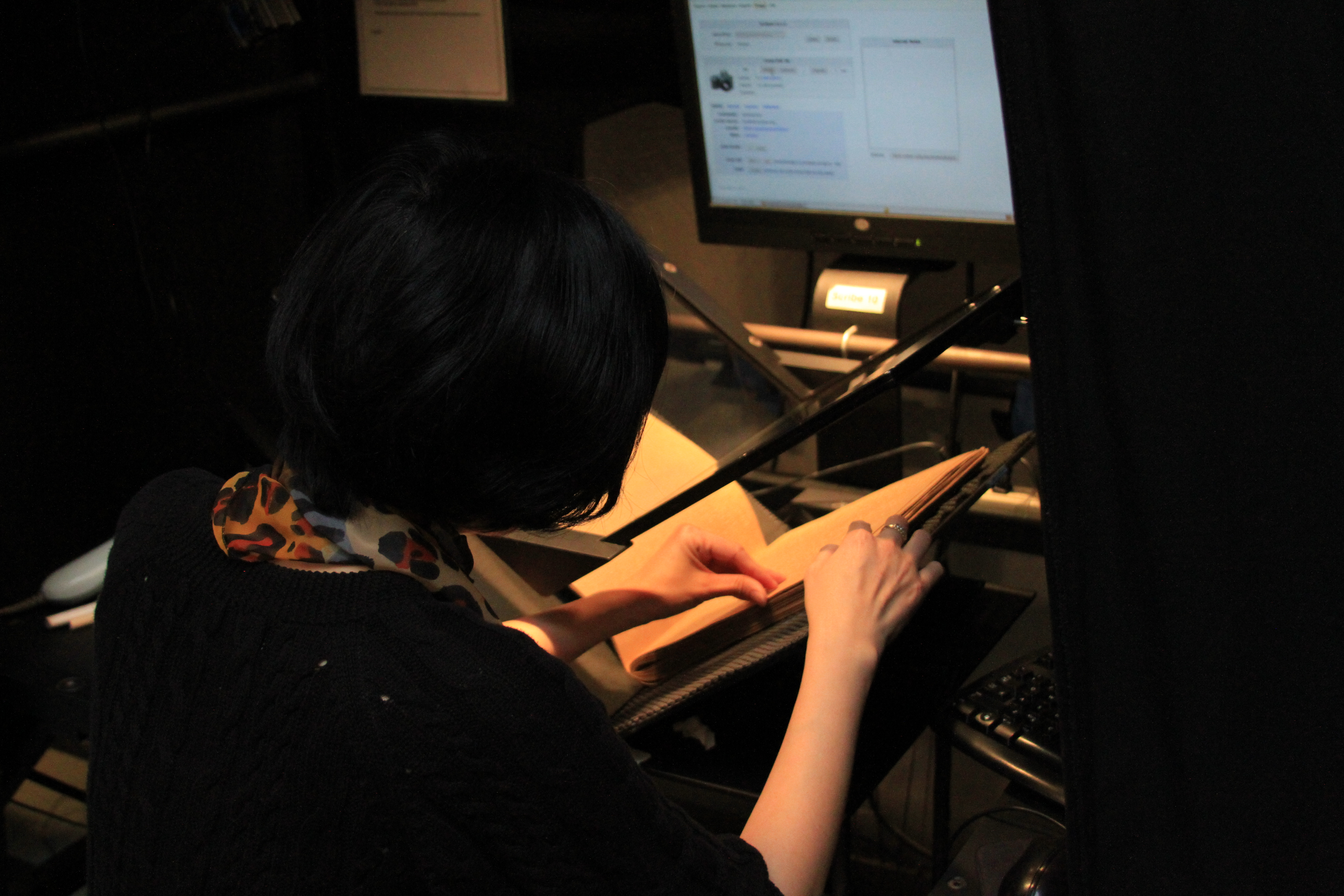
A conduta do Internet Archive de digitalizar livros e emprestá-los é central no caso Hachette v. Internet Archive

A Internet Archive é uma organização sem fins lucrativos dedicada à preservação do conhecimento, com sede em São Francisco, Califórnia. Ela mantém a Biblioteca Aberta, um índice de biblioteca digital e sistema de empréstimo. Como muitos dos trabalhos na Internet Archive estão protegidos por direitos autorais, ela usa um sistema de empréstimo digital controlado (CDL), uma prática que depende do gerenciamento de direitos digitais (DRM) para impedir o download ou a cópia não autorizada de trabalhos protegidos por direitos autorais. A Biblioteca Aberta pode gerar material digitalizado (ebooks) a partir da cópia impressa. O sistema Open Library CDL garante que apenas uma cópia digital esteja em uso para cada cópia impressa ou cópia autorizada de livro eletrônico disponível.
Em março de 2020, em decorrência das paralisações causadas pela pandemia de COVID-19, o Arquivo da Internet criou a Biblioteca Nacional de Emergência, retirando as listas de espera utilizadas na Biblioteca Aberta e ampliando o acesso a esses livros para todos os leitores. A Biblioteca Nacional de Emergência (NEL) foi processada por quatro editoras de livros e a biblioteca foi fechada em junho de 2020. O sistema Open Library CDL anterior foi retomado após 12 semanas de uso do NEL.

## Ação judicial
Em 1º de junho de 2020, a Hachette Book Group e outras editoras, incluindo Penguin Random House, HarperCollins e Wiley, entraram com uma ação contra o Internet Archive for the National Emergency Library. As demandantes argumentaram que a prática de CDL era ilegal e não encontrava proteção na doutrina de Uso Justo.
Ambos os lados apresentaram moções para julgamento sumário. Em 24 de março de 2023, o juiz John G. Koeltl proferiu decisão contra o Internet Archive. Entendeu que o conceito da Biblioteca Nacional de Emergência não se tratava de uso justo, razão pela qual a Internet Archive violou direitos autorais ao emprestar cópias de livros eletrônicos sem a restrição da lista de espera. Os livros das 133 editoras no processo também estão disponíveis como e-books das editoras. A Internet Archive disse em seguida que recorreria, mas de qualquer modo continuaria a prestar outros serviços de livros digitais que foram previamente liberados pela jurisprudência, como livros para usuários com deficiência de leitura.
Um julgamento final ainda está pendente. Está em questão se a ação judicial se limitaria às 12 semanas de empréstimo expandido por meio da NEL, e se o empréstimo CDL de livros eletrônicos gerado pela Biblioteca Aberta seria de uso justo em geral.